# CBアベニーダ
CBアベニーダ（Club de Basquet Avenida）は、スペイン・カスティーリャ・イ・レオン州サラマンカ県サラマンカを本拠地とする女子バスケットボールチーム。リーガ・フェミニーナ・バロンセスト所属。スポンサーネームはペルフュメリアス・アベニーダ・バロンセスト（Perfumerías Avenida Baloncesto）。
国内リーグであるリーガ・フェミニーナ・バロンセストでは6回優勝している。国内カップであるコパ・デ・ラ・レイナでは7回優勝している。2008-09シーズンには女子ユーロリーグで準優勝し、2010-11シーズンには女子ユーロリーグで優勝した。

## 成績
| シーズン | 部  | 国内リーグ           | 順位 | 国内カップ | 欧州カップ戦             | 欧州カップ戦 |
| -------- | --- | -------------------- | ---- | ---------- | ------------------------ | ------------ |
| 1994–95  | 1部 | プリメーラ           |      | ベスト4    |                          |              |
| 1995–96  | 1部 | プリメーラ           | 2位  | ベスト4    | 2 ロンチェッティ・カップ | ベスト8      |
| 1996–97  | 1部 | リーガ・フェミニーナ | 5位  |            |                          |              |
| 1997–98  | 1部 | リーガ・フェミニーナ | 6位  |            |                          |              |
| 1998–99  | 1部 | リーガ・フェミニーナ | 2位  |            |                          |              |
| 1999–00  | 1部 | リーガ・フェミニーナ | 5位  |            | 2 ロンチェッティ・カップ | ベスト16     |
| 2000–01  | 1部 | リーガ・フェミニーナ | 6位  | 準優勝     | 2 ロンチェッティ・カップ | 2次予選敗退  |
| 2001–02  | 1部 | リーガ・フェミニーナ | 7位  |            | 2 ロンチェッティ・カップ | GS敗退       |
| 2002–03  | 1部 | リーガ・フェミニーナ | 6位  |            |                          |              |
| 2003–04  | 1部 | リーガ・フェミニーナ | 6位  | 準優勝     |                          |              |
| 2004–05  | 1部 | リーガ・フェミニーナ | 3位  | 優勝       | 2 ユーロカップ女子       | CPO          |
| 2005–06  | 1部 | リーガ・フェミニーナ | 1位  | 優勝       | 2 ユーロカップ女子       | ベスト4      |
| 2006–07  | 1部 | リーガ・フェミニーナ | 2位  | 準優勝     | 1 女子ユーロリーグ       | ベスト16     |
| 2007–08  | 1部 | リーガ・フェミニーナ | 2位  | ベスト4    | 1 女子ユーロリーグ       | ベスト16     |
| 2008–09  | 1部 | リーガ・フェミニーナ | 2位  | ベスト8    | 1 女子ユーロリーグ       | 準優勝       |
| 2009–10  | 1部 | リーガ・フェミニーナ | 2位  | 準優勝     | 1 女子ユーロリーグ       | ベスト8      |
| 2010–11  | 1部 | リーガ・フェミニーナ | 1位  | ベスト4    | 1 女子ユーロリーグ       | 優勝         |
| 2011–12  | 1部 | リーガ・フェミニーナ | 2位  | 優勝       | 1 女子ユーロリーグ       | ベスト16     |
| 2012–13  | 1部 | リーガ・フェミニーナ | 1位  | 準優勝     | 1 女子ユーロリーグ       | ベスト16     |
| 2013–14  | 1部 | リーガ・フェミニーナ | 2位  | 優勝       | 1 女子ユーロリーグ       | ベスト16     |
| 2014–15  | 1部 | リーガ・フェミニーナ | 2位  | 優勝       | 1 女子ユーロリーグ       | ベスト8      |
| 2015–16  | 1部 | リーガ・フェミニーナ | 1位  | 準優勝     | 1 女子ユーロリーグ       | RS敗退       |
| 2016–17  | 1部 | リーガ・フェミニーナ | 1位  | 優勝       | 1 女子ユーロリーグ       | ベスト8      |
| 2017–18  | 1部 | リーガ・フェミニーナ | 1位  | 優勝       | 1 女子ユーロリーグ       | RS敗退       |
| 2017–18  | 1部 | リーガ・フェミニーナ | 1位  | 優勝       | 2 ユーロカップ女子       | ベスト4      |

## タイトル

### 国内タイトル
- リーガ・フェミニーナ・バロンセスト (6)
  - 優勝: 2005–06, 2010–11, 2012–13, 2015–16, 2016–17, 2017–18
  - 準優勝: 1995–96, 1998–99, 2006–07, 2007–08, 2008–09, 2009–10, 2011–12, 2013–14, 2014–15
- コパ・デ・ラ・レイナ（英語版） (7)
  - 優勝: 2005, 2006, 2012, 2014, 2015, 2017, 2018
  - 準優勝: 2001, 2004, 2007, 2010, 2016
- スーペルコパ・デ・エスパーニャ（英語版） (7)
  - 優勝: 2010, 2011, 2012, 2013, 2014, 2016, 2017
  - 準優勝: 2003, 2004, 2005, 2006
- コパ・カスティーリャ・イ・レオン (13)
  - 優勝: 2001, 2002, 2003, 2004, 2005, 2007, 2008, 2009, 2011, 2013, 2014, 2015, 2017
  - 準優勝: 2012

### 国際タイトル
- 女子ユーロリーグ (1)
  - 優勝: 2010–11
  - 準優勝: 2008–09
- FIBA女子ヨーロッパスーパーカップ（英語版） (1)
  - 優勝: 2011
- ユーロカップ女子
  - ベスト4: 2005–06

## 歴代所属選手
- アマヤ・バルデモーロ
- ヌリア・マルティネス
- ラウラ・カンプス
- アンナ・モンタニャーナ
- サンチョ・リトル
- アルバ・トレンス
- デワンナ・ボナー
- エリカ・デ・ソウザ
- ロネーカ・ホッジズ
- シャイ・マーフィ
- アンヘリカ・ロビンソン
- マルタ・シャルガイ